# Borstahusen
Borstahusen is een vissersdorp in het landschap Skåne en de provincie Skåne län in Zweden. Borstahusen ligt een paar kilometer van het centrum van de stad Landskrona, vandaag de dag kan Borstahusen ook worden gezien als een stadsdeel van deze stad.
Het dorp is in 1776 gesticht door twee broers: Rasmus Andersson Borste en Jöns Andersson Borste, naar deze twee broers is de plaats ook vernoemd.
Rond het oorspronkelijk dorp ligt een recreatiegebied, hier liggen onder andere een camping, een golfbaan en plaatsen waar men kan zwemmen. In de haven in de plaats ligt een voormalig gemaal, hier is een museum, galerie en een restaurant gevestigd.